# Джинн (группа)
Джинн (также Джин, The Genies, Gin, Jin, Ginn, Jinn, Zhin) — испанско-украинская инди-рок-группа. Образовалась в Киеве в 1992 году. «Джинны́», как их величали в народе, были одной из самых значимых украинских независимых рок-групп 90-х, именно благодаря им и с их участием украинская рок-сцена сделала первые шаги из подполья к широкому слушателю. Как одна из немногих интернациональных рок-групп Украины, длительно игнорируемые официальным украинским шоу-бизнесом, Джинны выполняли своего рода роль рок-моста, связывающего Украину с западом. Одновременно группа синтезировала украинскую народную музыку с такими неожиданными влияниями как мальдивский фолк или британский панк.

## Оригинальный состав
- Вахтанг Кебуладзе — танцы, поэзия, вокал
- Андрей Глухарев — гитара
- Жерард Адровер — барабаны

## Дискография
- 1993 Live in Spain (PMadre UnLtd)
- 1995 Иеремиада (PMadre UnLtd)
- 1996 Слушаю и повинуюсь! (Western Thunder)
- 1998 Няня, я улетел! (Eurostar / Galas MF)
- 2010 Сни Мертвого Мрійника (A-HOUSE)
- 2012 - Черные Буги [Архивные Записи 1993-2008]  (Karliki Records)

## Интересные факты
- В школьные годы вокалист группы Вахтанг исполнил одну из главных ролей в фильме [www.kino-teatr.ru/kino/acter/c/sov/39237/works/ "Мужчины есть мужчины"]
- Так как по-украински название группы пишется с одной «н» — «Джин», его можно интерпретировать и как Джинн и как Джин.
- Барабанщик группы Жерард Адровер родился и вырос в Каталонии на острове Майорка.
- Вокалист группы Вахтанг Кебуладзе является доктором наук в области философии , преподавателем нескольких университетов Европы и автором ряда значимых научных публикаций. Его специализация — феноменология.
- Джинн были первой рок-группой из бывшего СССР, гастролировавшей в Каталонии (осень 1993).
- После участия в ежегодном испанском рок-фестивале "Pop-Rock" в 1997 году группе предлагался рекординговый контракт европейским отделением американской компании Уорнер Брос. (Warner Bros., Warner Brothers).

## Видео-записи группы Джинн
- Видео Джинн на YouTube